# Popovača
Popovača és un municipi de Croàcia que es troba al comtat de Sisak-Moslavina.